# Tyr (Black Sabbath)
Tyr is het 15e album van de Britse hardrock/heavymetalformatie Black Sabbath.
Het album werd opgenomen en gemixt tussen februari en juni 1990 in de Rockfield & Woodcray Studios. Tyr werd geproduceerd door Tony Iommi en Cozy Powell. Het album verscheen in augustus 1990.

## Tracklist
1. Anno Mundi (The Vision)
2. The Law Maker
3. Jerusalem
4. The Sabbath Stones
5. The Battle Of TYR
6. Odin's Court
7. Valhalla
8. Feels Good To Me
9. Heaven In Black

## Muzikanten
- Tony Iommi - gitaar
- Tony Martin - zang
- Neil Murray - basgitaar
- Cozy Powell - drums
- Geoff Nicholls - toetsen